# Власак, Лавиния
Лавиния Гутман Власак (порт. Lavínia Gutmann Vlasak, род. 14 июня 1976[…], Рио-де-Жанейро) — бразильская актриса. Бывшая топ-модель. Первая же роль (Лии Медзенги) в телесериале «Роковое наследство» принесла ей премию «Contigo» в категории «открытие года».
29 сентября 2007 года вышла замуж за бизнесмена Селсу Коломбу Нету. 27 декабря 2008 года у них родился сын Фелипе. 22 февраля 2012 года у пары родился второй ребёнок — дочь Эстелла.

## Телевидение
- Роковое наследство (1996) — Лия Медзенга
- Жестокий ангел (1997) — Лижия
- Музыка её души (1999) — Мари
- Власть желания (1999) — Алиса Вентура де Собраль
- Семейные узы (2000) — Луиза
- Женщины в любви (2003) — Эстела